# 佛羅倫斯 (伊利諾伊州)
佛羅倫斯（英語：Florence）是位於美國伊利諾伊州派克縣的一個村落。

## 地理
佛羅倫斯的座標為39°37′42″N 90°36′37″W / 39.62833°N 90.61028°W，而該地最高點為海拔高度138米（即453英尺）。

## 人口
根據2010年美國人口普查的數據，佛羅倫斯的面積為0.54平方千米，當中陸地面積為0.54平方千米，而水域面積為0.00平方千米。當地共有人口38人，而人口密度為每平方千米70人。